# Upstream Color
Upstream Color ist ein US-amerikanischer Science-Fiction-Film aus dem Jahr 2013. Es ist nach Primer der zweite Spielfilm von Shane Carruth. Wie schon bei seinem Erstling verfasste Carruth für den Film das Drehbuch, führte Regie, übernahm eine der Hauptrollen, produzierte und schnitt den Film.

## Handlung
Bei einem Clubbesuch wird die junge Kris von einem Mann, dem „Thief“, entführt. Er gibt ihr Drogen und versetzt sie damit in einen hypnotisierten Zustand. Dem Drogencocktail beigemischt sind Parasiten, die der Mann aus Orchideen gewonnen hat. Unter dem Einfluss des Mannes besorgt sie ihm Geld. Der Parasit beginnt, sich in ihrem Körper auszubreiten. Als der Mann sie aus ihrem hypnotischen Zustand entlässt, sind die Würmer so groß, dass Kris ihre Bewegungen unter ihrer Haut sehen kann.
Bald darauf wird sie von einem anderen Mann, dem „Sampler“, zu einer Farm geholt, indem er Signale aussendet, die den Parasiten anlocken. Mit Hilfe einer Transfusion extrahiert der Mann den Parasiten und transferiert ihn in ein Schwein. Kris wacht ohne jede Erinnerung an diese mysteriösen Geschehnisse in einem Auto auf der Straße auf. Wieder zuhause findet sie Chaos vor, überall ist Blut. Einen Versuch, die Polizei zu rufen, bricht sie ab, da sie nicht weiß, was sie den Polizisten erzählen soll. Ihren Job hat sie durch ihre unerklärte Abwesenheit in der Zwischenzeit verloren, ihr Konto ist geräumt.
Ein Jahr später trifft sie auf Jeff, der offenbar denselben Prozeduren unterworfen war wie sie. Die beiden beginnen eine Beziehung und verbinden sich auf einer unterbewussten Ebene sehr stark miteinander. Diese Verbindung geht so weit, dass sie sogar ihre gegenseitigen Schmerzen spüren, später teilen sie sogar Erinnerungen miteinander, ohne sie ausgesprochen zu haben. Kris hat das Gefühl, schwanger zu sein, ärztlich festgestellt wird bei ihr jedoch Unfruchtbarkeit.
In der Zwischenzeit hat das infizierte Schwein Ferkel bekommen. Der Sampler steckt sie in einen Sack und wirft sie in einen Fluss. Kris und Jeff erleiden daraufhin unabhängig voneinander seltsame Gemütszustände und treffen sich aufgelöst in Kris’ Wohnung. Dort richten sie sich auf das Schlimmste ein, legen Vorräte an, besorgen eine Waffe und campieren in der Badewanne. Derweil treten aus dem Sack mit den toten Ferkeln nach einer Weile die Parasiten ins Wasser aus und infizieren nun dort wachsende Orchideen, die sich dadurch blau färben. Die Orchideen werden von Farmern gesammelt und verkauft. Auch der Dieb, der Kris eingangs entführte, bekommt so den Grundstoff für seine Betäubungsmittel.
Langsam kommen Kris und Jeff hinter das Geheimnis ihres seltsamen Zustands. Sie finden den Sampler auf seiner Farm, Kris tötet ihn mit ihrer Waffe. Auf der Farm finden sie heraus, dass es noch andere Betroffene gibt. Sie holen sie zu der Farm und bauen diese um, auch die Tierhaltung gestalten sie artgerechter. Weil jetzt keine Ferkel mehr in den Fluss gelangen, wird so auch der Kreislauf des Parasiten unterbrochen.

## Hintergrund
Upstream Color ist der zweite Spielfilm von Regisseur und Hauptdarsteller Shane Carruth nach seinem Erstling Primer. Nachdem sein Low-Budget-Debüt ihm 2004 den Preis der Jury des Sundance Film Festivals eingebracht hatte, benötigte Carruth einige Jahre, um erneut einen Film zu drehen. Diese Zeitspanne entstand vor allem daraus, dass Carruth lange Zeit ein anderes Projekt namens A Topiary verfolgte, welches sich nicht realisieren ließ.
Wie schon bei Primer übernahm er auch diesmal eine der Hauptrollen, zudem schrieb er das Drehbuch, führte Regie und übernahm auch Kamera und Schnitt, neben einigen weiteren Funktionen. Die Premiere des Films fand am 21. Januar 2013 beim Sundance Film Festival statt, in Deutschland erfolgten mehrere Screenings auf der Berlinale 2013. Der Verleih des Films läuft ebenfalls direkt über Carruth, eine weitere Rolle, die er bei diesem Film einnimmt.

## Auszeichnungen
Upstream Color wurde auf dem Sundance Film Festival 2013 mit einem Special Jury Award für das beste Sounddesign ausgezeichnet.